# في 1 أي 9 بي
في 1 أي 9 بي (بالأنكليزية:VE1E9BE) وهو كويكب قطره عشرة أمتار، اقترب من الأرض على مسافة 170 ألف كيلومتر عن الأرض في الساعة الثالثة بتوقيت غرينتش من ليلة الخميس 6 آذار.